# فيونا هوغن
فيونا هوغن (بالإنجليزية: Fiona Hogan)‏ هي ممثلة أمريكية، ولدت في القرن العشرين في نيويورك في الولايات المتحدة.

## وصلات خارجية
- فيونا هوغن على موقع IMDb (الإنجليزية)
- فيونا هوغن على موقع ألو سيني (الفرنسية)
- فيونا هوغن على موقع أول موفي (الإنجليزية)
- فيونا هوغن على موقع قاعدة بيانات الأفلام السويدية (السويدية)
- فيونا هوغن على موقع قاعدة بيانات الفيلم (الإنجليزية)
- فيونا هوغن على موقع كينوبويسك (الروسية)